# توشیهیکو تاهارا
توشیهیکو تاهارا (انگلیسی: Toshihiko Tahara؛ زادهٔ ۲۸ فوریهٔ ۱۹۶۱) موسیقی‌دان اهل ژاپن است. وی از سال ۱۹۷۹ میلادی تاکنون مشغول فعالیت بوده‌است.